# Gonutsuga
Gonutsuga è un villaggio del Botswana situato nel distretto Nordoccidentale, sottodistretto di Ngamiland West. Il villaggio, secondo il censimento del 2011, conta 635 abitanti.

## Località
Nel territorio del villaggio sono presenti le seguenti 5 località:
- Elephant di 7 abitanti,
- Ndorotsha Lands di 173 abitanti,
- Samoho di 138 abitanti,
- Samoti,
- Sesatire